# Ся Си
Ся Си (кит. упр. 夏曦, пиньинь Xià Xī; псевдонимы: Бо (蔓伯) и Лао-ся (劳侠); 17 августа 1901 года — 28 февраля 1936 года) — партийный и государственный деятель Китая, один из старейших членов китайской Коммунистической партии, член группы 28 большевиков. Выпускник Коммунистического университета трудящихся Китая.

## Биография
Ся Си родился 17 августа 1901 год в уезде Иян провинции Хунань. Учился в городском начальном училище. В августе 1917 года поступил в 1-й Хунаньский педагогический университет, познакомился там с Мао Цзэдуном. Принимал участие в антиимпериалистическом Движении 4 мая, организовывал антияпонские выступления и демонстрации. В 1921 году Ся одним из первых вступил в ряды КПК. В годы Объединенного фронта вступил в Гоминьдан, участвовал в организации Гоминьдана, его Хунаньской штаб-квартиры. В 1926 году на втором национальном конгрессе Гоминьдана назначен членом Центрального Исполнительного Комитета. В том же году принял участие в Северном походе.
В мае 1927 года был назначен партийным секретарем в провинции Хунань, а 1 августа 1927 года участвовал в Наньчанском восстании. После этого уехал в Москву, где поступил учиться в Коммунистический университет трудящихся Китая. Там он познакомился с Ван Минем и присоединился к группе 28 большевиков.
После окончания учебы вернулся на родину и в январе 1931 года был избран кандидатом в члены Центрального Комитета китайской Коммунистической партии.
Весной 1931 года Ся был назначен политруком 2-й армейской группы китайской Красной Армии, где в 1932—1933 годах проводил чистки ее рядов. В ходе этих мероприятий были репрессированы десятки тысяч солдат Красной Армии и членов партии. Погибло более 3000 человек. В ноябре 1935 года принял участие в Великим походе китайских коммунистов. В 1936 году признал свою вину в проведенных чистках и был назначен вице-председателем военного подразделения революционного Комитета партии.
28 февраля 1936 года Ся Си упал в воду при пересечении реки Бицзе и утонул. Никто не оказал ему помощь.